# 沙朗萨
沙朗萨（法語：Charensat，法語發音：[ʃaʁɑ̃sa]）是法国多姆山省的一个市镇，属于里永区。

## 地理
沙朗萨（45°59'12"N, 2°38'10"E）面积46.68 平方千米，位于法国奥弗涅-罗讷-阿尔卑斯大区多姆山省，该省份为法国中南部省份，北起阿列省接壤，东临卢瓦尔省，南至上盧瓦爾省和康塔爾省，西接科雷兹省和克勒兹省。
与沙朗萨接壤的市镇（或旧市镇、城区）包括：沙龙、栋特雷、比奥莱、埃斯皮纳斯、米尔蒙、蒙泰勒德热拉、罗什达古、韦尔雅、维洛桑日。

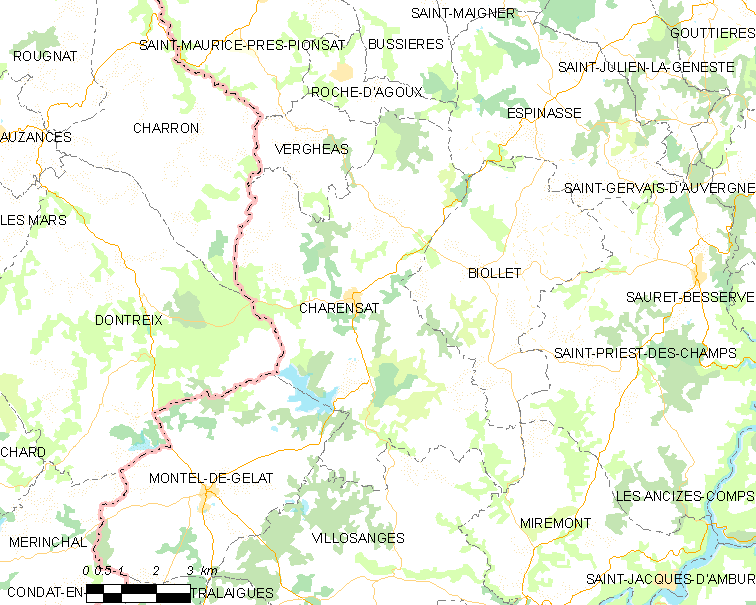
沙朗萨的OSM定位图

沙朗萨的时区为UTC+01:00、UTC+02:00（夏令时）。

## 行政
沙朗萨的邮政编码为63640，INSEE市镇编码为63094。

## 政治
沙朗萨所属的省级选区为圣埃卢瓦莱米讷县。

## 人口

1962-2008年间沙朗萨人口变化图示

沙朗萨于2022年1月1日时的人口数量为474人。